# Bisdom Istmina-Tadó
Het bisdom Istmina-Tadó (Latijn: Dioecesis Istminana-Taduana) is een rooms-katholiek bisdom met als zetels Istmina en Tadó, in Colombia. Het bisdom is suffragaan aan het aartsbisdom Santa Fe de Antioquia. 

## Geschiedenis
Het bisdom werd opgericht op 14 november 1952, als het apostolisch vicariaat Istmina, uit delen van de apostolische prefectuur Chocó. Op 30 april 1990 werd het verheven tot bisdom en nam de naam Istmina-Tadó. 

## Parochies
Het bisdom had in 2021 een oppervlakte van 22.240 km2 en telde 270.000 inwoners waarvan 93,0% rooms-katholiek was.

## Bisschoppen
- Gustavo Posada Peláez (24 maart 1953 - 5 mei 1993)
- Alonso Llano Ruiz (5 mei 1993 - 5 juni 2010)
- Julio Hernando García Peláez (5 juni 2010 - 15 juni 2017)
- Mario de Jesús Álvarez Gómez (3 februari 2018 - heden)

## Galerij van afbeeldingen

Wapen van het bisdom Istmina-Tadó

Santa Fe de Antioquia (aartsbisdom) · Apartadó · Istmina-Tadó · Quibdó · Santa Rosa de Osos